# Ovidiu
Ovidiu (pronunciació en romanès: [oˈvidju], nom històric: Canara, turc: Kanara) és una ciutat situada a pocs quilòmetres al nord de Constanța, al comtat de Constanța, al nord de la Dobruja (Romania). Ovidiu és força petit, amb una població d’uns 12.000 habitants. Es va convertir oficialment en una ciutat el 1989, com a resultat del programa de sistematització rural romanès.
El 1930, la ciutat va passar a anomenar-se Ovidiu pel nom del poeta romà Ovidi (llatí: Ovidius). Suposadament va ser enterrat en una petita illa propera (també anomenada Ovidiu) al llac Siutghiol.
La ciutat d’Ovidiu administra els pobles de Poiana (noms històrics: Cocoșul - fins al 1964, Turkish - fins al 1926) i Culmea. Aquesta última es va establir el 2011 separant legalment d'Ovidiu dues comunitats territorialment diferenciades, Social Group Culmea i Social Group Nazarcea.
L'estadi del FC Viitorul Constanța es troba a Ovidiu.
Segons el cens del 2011, Ovidiu tenia 11.240 habitants romanesos (91,07%), 3 hongaresos (0,02%), 229 gitanos (1,86%), 3 alemanys (0,02%), 358 turcs (2,90%), 396 tàtars (3,21%), 8 Lipovans (0,06%), 36 aromans (0,29%), 69 altres (0,56%).

## Fills il·lustres
- Marius Leca

## Galeria

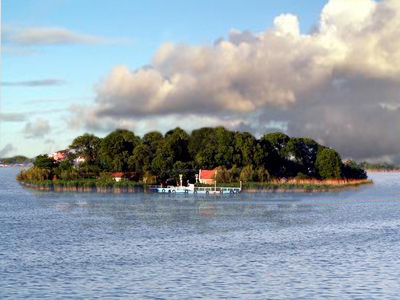
La illa Ovidiu al llac Siutghiol